# April-Revolution
Die April-Revolution in Südkorea, auch als April-Bewegung bekannt, steht für eine Protestbewegung, die sich am 19. April 1960 formierte und zur Abdankung von Präsident Rhee Syng-man eine Woche später, am 26. April, führte. Sie läutete damit das Ende einer seit 12 Jahren andauernden autoritären Herrschaft ein und ebnete daraufhin den Weg für die kurz andauernde Zweite Koreanische Republik.

## Vorgeschichte
Bereits Jahre im Vorfeld der Proteste hatte sich die innenpolitische Lage des jungen südkoreanischen Staates unter Rhee Syng-man in eine autoritäre Richtung entwickelt. Während Rhee, der 1948 im Jahr des Jeju-Aufstandes an die Macht kam, in seiner ersten Amtszeit noch sehr darauf bedacht war, andere Parteien mit in die Regierung zu holen, änderte sich seine Haltung in dieser Hinsicht zusehends. In seiner zweiten Amtszeit als Präsident konnte Rhee 1954 in dem durch den Korea-Krieg geschwächten Land mit seiner Liberalen Partei mittels Zahlenmanipulation die Verfassung ändern, was die Beschränkung seiner Macht als Präsident auf zwei Amtszeiten aufhob. Ab dieser Zeit bestand sein Kabinett nicht mehr, wie ursprünglich, zu großen Teilen aus Repräsentanten der verschiedenen politischen Gruppierungen im Land, sondern weitgehend aus ehemaligen japanischen Kollaborateuren, die vorrangig Rhees Machterhalt unterstützten.

„Die Ziele Wiederaufbau und Machterhalt worden somit mit der gleichen Mannschaft durchgeführt. Auch bedeutete diese Einstellung, dass vor 1958 nicht auch Machterhalt eine wichtige Maxime der Politik Syngman Rhees gewesen wäre, allerdings wurden die restriktiven Maßnahmen gegen die Opposition nun verschärft.“

Der Versuch des mittlerweile über 80-jährigen Rhee Syng-man, sein autoritäres Regime mit den Wahlen ab 1960 um jeden Preis noch weiter zu verlängern, führte zu massiven Unruhen im Land.

## Proteste

### Masan-Aufstand
Durch die Entstehung regimekritischer Studentenorganisationen und Gewerkschaften sah sich das Regime Rhees gezwungen, die Wahlen zu seiner vierten Amtszeit grob zu manipulieren, um eine Wiederwahl zu ermöglichen. Der Betrug und die Beseitigung Oppositioneller führten zunächst zu großem Aufruhr in der Bevölkerung der Stadt Masan, wo Bürger, Studenten sowie Politiker der Opposition ihre Missbilligung an den Wahlen für Rhees Vize Gi-bung Lee am 15. März 1960 ausdrückten und zu tausenden demonstrierten. Infolgedessen kam es zu Zusammenstößen zwischen Demonstranten und Polizeikräften, wobei letztere hart gegen ihre Kontrahenten vorgingen. Das Regime versuchte zwar, die Proteste als kommunistische Manöver darzustellen, was durch Unglaubwürdigkeit jedoch die erhoffte Wirkung verfehlte und zu Demonstrationen von Sympathisanten in anderen Städten führte.
Nachdem wenig später beim Hafen von Masan die Leiche des Schülers Ju-yeol Kim, dessen Schädel von einer Tränengasgranate gespalten worden war, gefunden wurde, verbreitete sich der Aufruhr wie ein Lauffeuer durch das ganze Land. Aus der ursprünglichen Motivation der Anfechtung der Wahlen entwickelte sich ein Streben des Volkes, sich der korrupten Gewaltherrschaft Rhees zu entledigen.

### Proteste an der Korea University
Als am 18. April Studenten der Korea-Universität in Seoul in der Innenstadt gegen die Regierung mit Slogans wie „Fort mit den Feinden der Demokratie“ friedlich protestierten, ließ das Regime Schlägertrupps aufmarschieren, welche gewaltsam gegen die Studenten vorgingen. Am nächsten Morgen veröffentlichte die Zeitung Chosun Ilbo Bilder unter dem Titel „Seoul im Schatten der Gewalt“ und die Nachricht der Brutalität des Regimes verbreitete sich weiter.

### Ausbreitung der Proteste
Nach dem gewalttätigen Vorgehen des Regimes gegen die Studenten der Korea-Universität schlossen sich am 19. April 1960, der als „Blutiger Dienstag“ in die Geschichte Koreas eingehen sollte, über 30000 Studenten von anderen führenden Universitäten in Seoul zusammen und marschierten in Richtung Amtssitz des Präsidenten. Da die Polizei auf die unbewaffneten, friedlich protestierenden Studenten zu schießen begann und 21 Personen dabei ums Leben kamen, gerieten die Demonstrationen außer Kontrolle, sodass von der Regierung in mehreren größeren Städten das Kriegsrecht verhängt wurde und im Laufe des Tages über 120 Menschen alleine in Seoul den Tod fanden.

## Rücktritt Rhees
Nachdem Rhee zunächst versucht hatte, die aufgebrachte Bevölkerung zu beschwichtigen, indem er sein Kabinett auflöste und hohe Funktionäre der Liberalen Partei absetzte, konnte dennoch keine Ruhe einkehren, da Rhees Rücktritt das eigentliche Ziel der Demonstranten war. Als schließlich auch das Militär unter General Chan-yo Song sowie die Regierung der Vereinigten Staaten dem Regime ihre Unterstützung versagten, war Syngman Rhee schließlich gezwungen abzudanken und tat dies am 26. April, während sein Vize Lee Selbstmord beging.
Nach mehr als 180 Todesfällen und vielen Tausend Verletzten hatte es schließlich die Zivilgesellschaft Südkoreas, mit Studenten, Professoren und Journalisten als Basis, erstmals geschafft, ein autoritäres Regime aus eigener Kraft zu stürzen.

## Folgen
Nach dem Rücktritt Rhees ging dieser nach Hawaii ins Exil und die Herrschaft der Liberalen Partei fand ein Ende. Nach einer kurzen Übergangsregierung wurde Yun Bo-Seon im August 1960 zum neuen Präsidenten Südkoreas gewählt und die Zweite Republik begründet. De facto lag die Macht in dieser Form der Regierung allerdings bei Premierminister Chang Myon, der bereits unter Rhee gedient hatte. Da es in den Aufarbeitungsprozessen der Proteste und der dafür ausschlaggebenden Wahlen vom 15. März lediglich zu Entlassungen von einigen der korrupten Verantwortlichen kam und stattdessen junge Offiziere entlassen wurden, putschte schließlich das Militär bereits im Mai des Jahres darauf unter der Führung des kontroversen späteren Präsidenten Park Chung-hee und markierte nach nur wenigen Monaten das Ende der Zweiten Republik. Park schreibt in seiner Rechtfertigung, dass die Demokratische Partei seiner Vorgänger das Opfer der Revolution missachtet und die Hoffnungen des mutigen Volkes enttäuscht hatte.